# Operatie Abirey-Halev

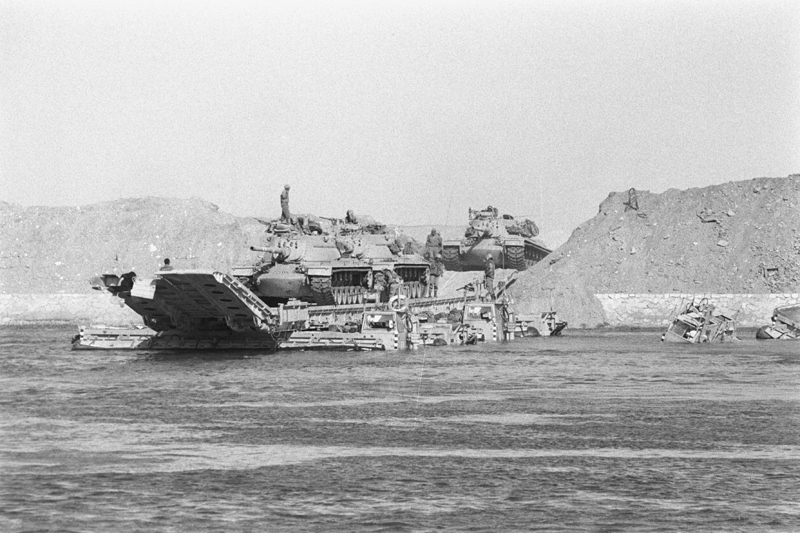
De 143e pantserdivisie van Ariel Sharon rijdt het Suezkanaal over.

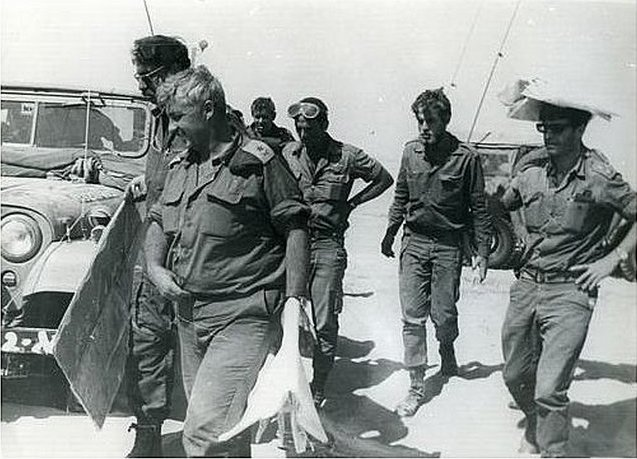
Ariel Sharon op Egyptische bodem

Operatie Abirey-Halev (Hebreeuws: מבצע אבירי לב, "Ridders van het hart") was een militaire operatie van het Israëlisch defensieleger van 15 tot 23 oktober 1973 in de Jom Kipoer-oorlog om het Suezkanaal over te steken naar de westelijke oever in Egypte om de bevoorrading af te snijden van de Egyptische 2e en 3e Legers op de oostelijke oever in de Sinaï.
Toen de aanval van de Egyptische landmacht op 14 oktober in de Slag om de Sinaï afgeslagen was, zette het Israëlisch defensieleger meteen een tegenaanval in tussen de 2e en 3e Legers.
Met Operation Nickel Grass had de Israëlische landmacht vanaf 14 oktober nieuwe M60 Patton tanks gekregen om de verliezen aan te vullen.
Ariel Sharon moest met de 143e pantserdivisie en de 55e brigade parachutisten van kolonel Danny Matt bruggenhoofden op beide kanaaloevers vestigen.
De 162e pantserdivisie van Avraham Adan en de 252e pantserdivisie van Kalman Magen moesten dan het Suezkanaal oversteken en naar het zuiden zwenken om het 3e Leger te omsingelen.

## 15 oktober
In de nacht van 15 oktober staken 750 parachutisten van kolonel Matt het kanaal over in rubberbootjes. Daarna staken tanks en infanterie over met vlotten.
Ze vielen luchtafweerbatterijen aan, logistieke centra en konvooien met bevoorrading.
In de nacht van 15 oktober staken 20 Israëlische tanks en 7 pantserinfanterievoertuig van kolonel Haim Erez het kanaal over en ze drongen 12 km in Egypte.
Erez viel 24 uur lang luchtafweerbatterijen en militaire colonnes aan.

## 16 oktober
Generaals David Elazar en Haim Bar-Lev bevalen Sharon om vooral het bruggenhoofd op de oostelijke oever te beveiligen. Hij kreeg bevel om de wegen naar het kanaal vrij te maken en de zogenaamde “Chinese boerderij” ten noorden van het Israëlisch oversteekpunt Deversoir.
Sharon maakte bezwaar en vroeg toelating om uit het bruggenhoofd op de westelijke oever te breken. Hij meende dat dit manoeuvre de Egyptische landmacht op de oostelijke oever zou doen instorten. Het Israëlisch opperbevel drong aan en geloofde dat troepen op de westelijke oever afgesneden konden worden zo lang de oostelijke oever niet veilig was. Sharon gaf toe.
Op 16 oktober stuurde hij de brigade van Amnon Reshef naar de Slag om de Chinese boerderij.
Andere troepen van de Israëlische landmacht vielen ingegraven Egyptische troepen aan bij wegen  naar het kanaal.
Na drie dagen gevechten op korte afstand konden de Israëli de meer talrijke Egyptenaren verdrijven. De Israëli verloren 300 doden, 1000 gewonden en 56 tanks.
Egyptische verliezen waren talrijker met 118 vernielde en 15 veroverde tanks.
De Egyptenaren beseften noch de omvang, noch de bedoeling van de Israëlische oversteek.
Ze dachten dat de oversteek een afleiding was voor een groot offensief tegen de rechterflank van het 2e Leger.
Op 16 oktober beval generaal Saad el-Shazly de 21e pantserdivisie om naar het zuiden aan te vallen en de 25e pantserbrigade met T-62 om naar het noorden aan te vallen om met een tangbeweging de vermeende dreiging op het 2e Leger weg te nemen.
De Egyptenaren hadden niet goed verkend en beseften niet dat Adan's 162e pantserdivisie nabij was. De 21e pantserdivisie en 25e pantserbrigade werkten niet goed samen en Adan kon eerst de 21e pantserdivisie aanvallen en 55 Egyptische tanks vernietigen, de rest op vlucht jagen en dan naar het zuiden zwenken om de 25e tankbrigade aan te vallen en 86 van de 96 tanks en alle pantserinfanterievoertuigen te vernietigen. Hij verloor zelf drie tanks.

## 17 oktober
De ochtend van 17 oktober sloeg Erez een aanval van de 23e pantserbrigade af.
De Israëlische luchtmacht viel Egyptische luchtafweer, radars, bruggen, konvooien, pantsereenheden en vliegvelden aan.
1. De Syrische strijdkrachten vormden niet langer een bedreiging.
2. Een passagiersvliegtuig van El Al had op 10 oktober van een basis van de United States Navy in Virginia AIM-9 Sidewinder lucht-luchtraketten opgehaald.
3. Matt en Erez hadden luchtafweer uitgeschakeld.
4. De United States Air Force leverde vanaf 14 oktober 36 McDonnell Douglas F-4 Phantom II  en 36 A-4 Skyhawk.
5. De nieuwe vliegtuigen beschikten over elektronische oorlogvoering om luchtafweer te storen.

Generaal Ahmed Ismail Ali trok luchtafweer terug.
Daardoor kreeg de Israëlische luchtmacht nog meer vrijheid en vernielde de ondergrondse communicatiekabels te Banha in de Nijldelta.
De Egyptenaren moesten communiceren over de radio en de Israëli luisterden die af.
De Israëlische luchtmacht viel geen andere infrastructuur aan, omdat Egypte dreigde om dan met Scud raketten Israëlische steden aan te vallen.
De Israëlische luchtmacht bombardeerde meermaals Scud batterijen te Port Said.
De Egyptische luchtmacht trachtte missies van de Israëlische luchtmacht te onderscheppen en Israëlische grondtroepen aan te vallen, maar verloor veel vliegtuigen.
De zwaarste luchtgevechten gebeurden boven de noordelijke Nijldelta, waar de Israëlische luchtmacht vliegvelden aanviel.
De ochtend van 17 oktober beschoot Egyptische artillerie de Israëlische kanaalbrug.
De Egyptische luchtmacht viel met 20 vliegtuigen de brug en de boten aan.
De Egyptenaren moesten hun luchtafweer dan uitschakelen vanwege gevaar voor eigen vuur en de Israëlische luchtmacht kon de Egyptische vliegtuigen onderscheppen.
De Egyptische luchtmacht verloor 16 vliegtuigen en 7 helikopters en de Israëlische luchtmacht verloor 6 vliegtuigen.
De brug was beschadigd en het hoofdkwartier van de parachutisten was ook geraakt en de commandant en zijn adjunct raakten gewond. De brug werd ‘s nachts hersteld, maar slechts enkele troepen staken over.
Volgens Chaim Herzog beschoten de Egyptenaren het bruggenhoofd met artillerie en mortieren en tienduizenden granaten tot de wapenstilstand.
Egyptische vliegtuigen bombardeerden de brug elke dag en helikopters dropten vaten napalm.
De bruggen werden telkens beschadigd, maar werden ‘s nachts hersteld.
De aanvallen leidden tot zware verliezen en veel tanks zonken toen hun boot geraakt werd.
Egyptische commandos en duikers vielen het bruggenhoofd aan met steun van tanks, maar die werden afgeslagen met verlies van 10 tanks.
Twee volgende Egyptische tegenaanvallen werden ook teruggeslagen.

## 18 oktober
Na de mislukte tegenaanvallen op 17 oktober besefte de Egyptische generale staf de omvang van het Israëlisch offensief.
De ochtend van 18 oktober toonden de Sovjets Sadat satellietbeelden van Israëlische troepen op de westelijke kanaaloever.
Sadat wantrouwde berichten van het front en zond Saad el-Shazly naar het front om zelf te zien.
Shazly bevestigde dat de Israëli ten minste een divisie op de westelijke kanaaloever hadden en hun bruggenhoofd uitbreidden. Hij stelde voor om de Egyptische pantsereenheden van de oostelijke oever naar de westelijke oever terug te trekken om de Israëlische grondtroepen te bevechten.
Sadat wees dat af en bedreigde Shazly met een militaire rechtbank en ontsloeg hem 6 dagen na de oorlog en hij moest jarenlang in ballingschap.
Shazly wilde troepen terugtrekken naar de eigen oever, maar mocht niet, terwijl Sharon troepen moest terugtrekken naar de eigen oever maar niet wilde.
Ahmed Ismail Ali raadde Sadat een wapenstilstand aan opdat de Israëli hun succes niet zouden uitbuiten. Sadat volgde dit advies. Op 22 oktober werd Resolutie 338 Veiligheidsraad Verenigde Naties aangenomen en op 23 oktober Resolutie 339 Veiligheidsraad Verenigde Naties.